# Kia Asamiya
Kia Asamiya (jap. 麻宮 騎亜, Asamiya Kia; * 28. Januar 1963 in Kitakami, Japan) ist ein japanischer Mangaka. Nach eigener Aussage ist Kia Asamiya ein Künstlername, sein richtiger Name ist Michitaka Kikuchi (japanisch 菊池 通隆, Kikuchi Michitaka). Unter richtigem Namen arbeitet er an Anime-Produktionen mit, wohingegen er sein Pseudonym hauptsächlich für seine Manga nutzt.
Mit dem Zeichnen von Mangas begann er im Alter von 17 Jahren. Später studierte er Kunst und Design an der Designer School in Tokio. Mit Shinseiki Vagrants erschien 1986 der erste Manga, zu dem er die Zeichnungen anfertigte. Sein Zeichenstil unterschied sich auch noch sehr stark vom heutigen Aussehen. Den wirklichen Durchbruch hatte er erst, als er zwei Jahre später mit der Cyberpunk-Saga Silent Möbius seine erste eigene Story veröffentlichte. Die Serie wurde zu einem der größten Manga-Erfolge der frühen 1990er Jahre und machte Asamiya praktisch über Nacht berühmt. Silent Möbius wurde inzwischen weltweit vermarktet, nur in Deutschland blieb der erhoffte Erfolg aus.
Asamiya konnte an seinen Erfolg anknüpfen und es folgten weitere bekannte Serien wie Dark Angel oder Steam Detectives.
Zwischenzeitlich arbeitete er auch in den USA, was sich deutlich an seinem Stil bemerkbar machte. Größere Projekte blieben seit der Jahrtausendwende und der Stagnation des Manga-Marktes in Japan jedoch aus. Auch mit weiteren Asamiya-Veröffentlichungen in Deutschland ist momentan nach dem Misserfolg von Silent Möbius nicht zu rechnen.

## Werke (Auswahl)
- Shinseiki Vagrants (1986)
- Silent Möbius (1988)
- Gunhead (1989)
- Dark Angel (1990)
- Compiler (1991)
- Assembler 0X (1992)
- Möbius Klein (1994)
- Steam Detectives (1995)
- Nadesico (1997)
- Corrector Yui (1999)
- Star Wars: Episode I – Die dunkle Bedrohung (1999)
- Batman: Child of Dreams (2001)
- Junk - Record of the last Hero (2004)
- Kanojo no Carrera (2005)
- Himegami Gadget (2011–2012)